# Оганян, Ованес
Ованес Оганян  (англ. Ovanes Ohanian, арм. Հովհաննես Օհանյան, перс. اوانس اوهانیانس, октябрь 1896 — сентябрь 1960) — иранский кинорежиссёр армянского происхождения, сценарист, продюсер, основатель иранского кинематографа. Снял первый полнометражный фильм Ирана под названием «Аби и Раби» в 1930 году. В 1925 году основал первую киношколу в Иране. Также основатель первой школы актёрского мастерства и кинематографии в Индии. Стоял у истоков туркменской кинематографии.

## Биография
Родился Оганян в Нагорном Карабахе 8 октября 1896 года (по некоторым другим источникам в г. Мешхед, Иран). В 1919-м окончил коммерческое училище в Ташкенте, а затем освоил право в Ашхабаде, а в 1920-м году стал студентом Госкиношколы в Москве.

## Карьера
Оганян в 1924 оказывается в Индии, в Калькутте, где становится основателем первой индийской школы актёрского мастерства и кинематографии. Затем переезжает в Персию.
В 1925 году послом Персии в Москве Оганян направлен на учёбу в Госкинотехникум. Именно тогда, согласно источникам, у него возникла идея создания кинематографического учебного заведения в Персии. В Госкинотехникуме он проучился до 1928 года.
В 1928 году Оганян становится членом Ассоциации работников революционной кинематографии (АРРК), а в 1928—1929 годах — в момент появления игрового кино в Туркмении — работает в туркменской кинематографии.
В 1930 году Оганян отправляется в Персию и, основываясь на опыте, полученном в Госкинотехникуме, создает в Тегеране первую иранскую киношколу — «Художественную школу кинематографии» (по другим источникам — «Центр образования киноактеров»). Основной акцент в программе школы был сделан на актёрскую игру в кино, а также на освоение кинотехники.

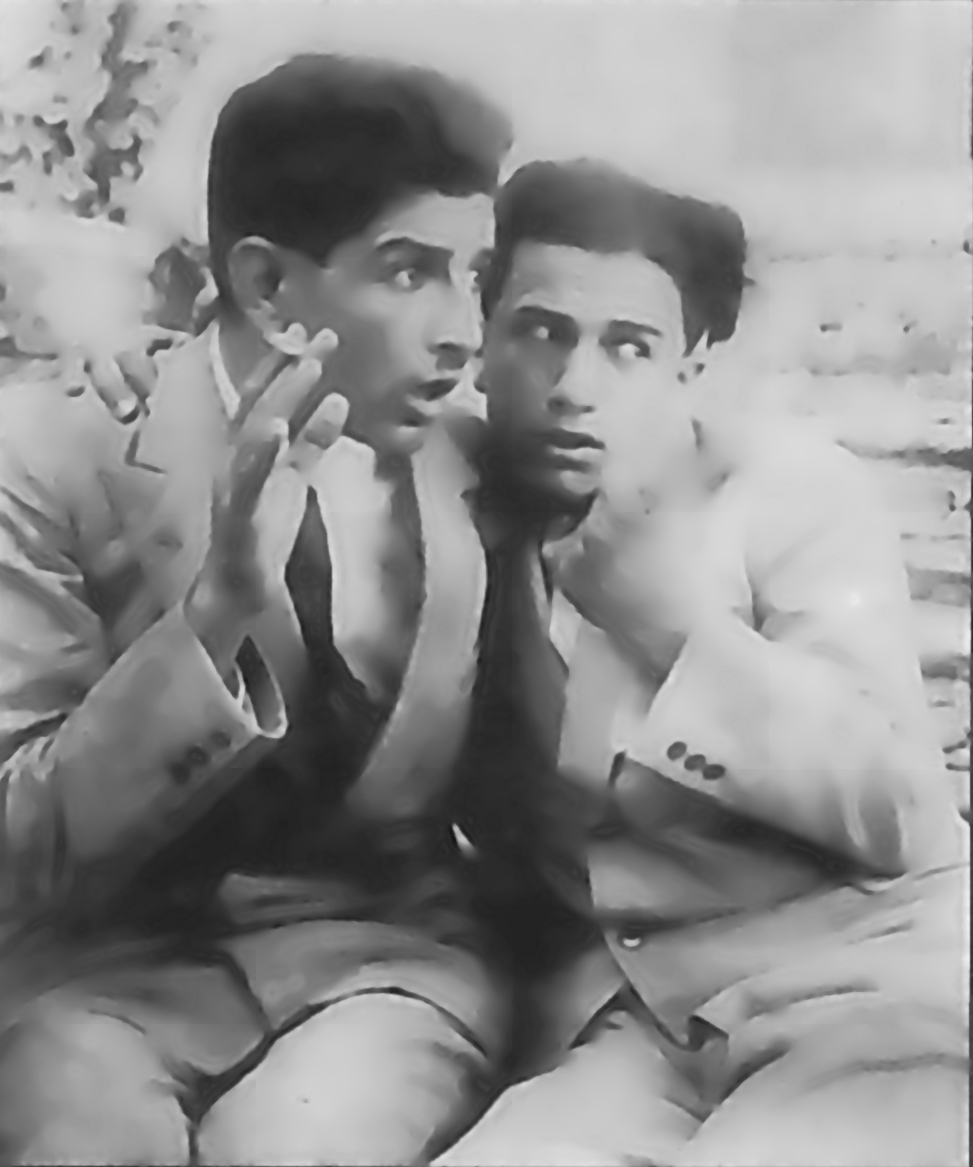
Голам Али Сохраби и Мохаммад Зарраби в фильме Аби и Раби Ованеса Оганяна, 1930

В эти же годы первую кинематографическую школу в Тегеране (Parvarešgāh-e ārtīstī-e sīnemā) открывает Ованес Оганян (сам получивший кинематографическое образование в Москве). В 1931 году Оганян снимает первую иранскую полнометражную игровую картину «Аби и Раби» (Ābi o rābi), комедию, римейк датской серии фильмов с Харальдом Мадсеном и Карлом Шенстрёмом в главных ролях. Роли в фильме самого Оганяна играют его студенты. Второй фильм Оганяна «Хаджи Ага, киноактёр» (Ḥājī Āqā āktor-e sīnemā), снятый в 1934 году, тоже был комедией и интересен видами Тегерана того времени, интерьерами и костюмами. Однако повторить коммерческий успех «Аби и Раби» он не смог во многом из-за того, что двумя с половиной месяцами ранее вышел первый персидский звуковой фильм «Девушка-лурка» (Doḵtar-e Lor).

### 1930-е и последующие годы XX века
В 1932 году он получает статус доктора кинематографии.
Затем он вновь уехал в Индию, где жил до 1947 года, после чего вернулся в Иран.

### Проблема точности библиографических сведений
В открытом доступе содержится отличающаяся друг от друга информация у разных источников:
- Местом рождения указываются Нагорный Карабах и Мешхед;
- Причиной смерти называются смерть от сердечного приступа в 1961 году и убийство[15] в его офисе в 1960-м. Наиболее точная информация о жизни Оганяна может содержаться в музее Тегерана.